# Callimetopus samarensis
Callimetopus samarensis es una especie de escarabajo longicornio del género Callimetopus,  subfamilia Lamiinae. Fue descrita científicamente por Vives en 2012.
Se distribuye por Filipinas. Mide 17 milímetros de longitud.